# Tóth Dezső (irodalomtörténész)
Tóth Dezső (Budapest, 1925. november 2. – Budapest, 1985. szeptember 19.) magyar kultúrpolitikus, irodalomtörténész, egyetemi tanár. A Magyar Tudományos Akadémia tagja (levelező: 1979), József Attila-díjas (1964).

## Életpályája
1943-1944 között a Magyar Földhitelintézet tisztviselője volt. A második világháború után – elveszítve szüleit – szerzetesnek állt. 1946-ban elhagyta az egyházat és dolgozni kezdett. 1948-tól párttag, előbb a Magyar Dolgozók Pártja (MDP), majd a Magyar Szocialista Munkáspárt (MSZMP) tagja volt. 1950-ben végzett a Budapesti Egyetem Bölcsészettudományi Karának magyar-latin szakán. 
1954-től az Irodalomtudományi Dokumentációs Központ munkatársa volt. 1956-tól és 1962-1964 között a Magyar Tudományos Akadémia Irodalomtörténeti Intézet munkatársa és tudományos főmunkatársa volt. 1957-től a József Attila Tudományegyetemen oktatott. 1960-1962 között a Magvető Könyvkiadó irodalmi vezetője volt. 1964-1977 között dolgozott a Magyar Szocialista Munkáspárt Központi Bizottságának tudományos, közoktatási és kulturális osztályán, 1977-1985 között művelődési miniszterhelyettes volt. 1979-ben az MTA levelező tagja lett.
A Magyar Irodalomtörténet Forrásai című sorozat és több kötet szerkesztője (Vörösmarty Mihály kritikai kiadása) volt.

## Művei
- Vörösmarty Mihály (monográfia, 1957) második kiadás, 1974
- Életünk – regényeink (elméleti tanulmányok, 1963)
- Mai líránk néhány kérdéséhez (polemikus tanulmány, 1967)
- Élő hagyomány – élő irodalom (tanulmány, 1977)
- Közösség és irodalom (tanulmányok, cikkek, interjúk, 1988)

## Díjai, kitüntetései
- Az irodalomtudományok kandidátusa (1957)
- József Attila-díj (1964)
- Az irodalomtudományok doktora (1974)